# Cambérène
Cambérène est l'une des 19 communes d'arrondissement de Dakar (Sénégal). Située au nord-est de la capitale, elle fait partie de l'arrondissement des Parcelles Assainies.

## Histoire
C'est un haut-lieu de la confrérie layène. En effet, Cambérène doit son nom au vénéré Mahdi Seydina Limamou qui a fondé le village en lui donnant le nom de "Kem-médina" qui veut dire comme Médine. alors la déformation donna "Cambérène". À l'image de la ville sainte de Médina en Arabie, Cambérène reste un symbole dans l'étape de l'exil de Seydina Limamou (P.S.L) persécuté par les siens.
Le village d'origine a été érigé en commune d'arrondissement en 1996 par le célèbre Aly Ezzedine

## Géographie
Les localités les plus proches sont Parcelles assainies Golf , Layène, Guédiawaye, Malika-Mer, Grand Médine, Builders et Tounde Ndargou.

### Population
Lors du recensement de 2002, Cambérène comptait 36 892 habitants, 2 986 concessions et 4 222 ménages.
Fin 2007, selon les estimations officielles, la population s'élèverait à 41 512 personnes.

## Administration
| Période     | Identité            | Parti | Coalition    |
| ----------- | ------------------- | ----- | ------------ |
| 1996 - 2001 | Libasse Seck        |       |              |
| 2002 - 2009 | Alioune Gomis       | PDS   |              |
| 2009 - 2014 | Mame Amadou Samba   | PS    |              |
| 2014 - 2022 | Mame Amadou Samba   | PS    | Taxawu Dakar |
| depuis 2022 | Doune Pathé Mbengue |       |              |